# Psittacanthus angustifolius
Psittacanthus angustifolius é uma espécie de planta hemiparasita da família Loranthaceae que pode ser encontrada na Guatemala, Honduras e México.

## Destruição
Em agosto de 2000, foi encontrado em Psidium guineense 5 quilómetros ao norte de Yamaranguila, Departamento Intibuca de Honduras. Em novembro do mesmo ano, foi encontrado em Pinus tecunumanii, que estava crescendo a 4 quilómetros ao norte de Opatoro, Departamento La Paz. No México, a espécie foi encontrada em Pinus tecunumanii e Pinus oocarpa, que estavam crescendo a 4 km ao sul de Jitotol, Chiapas.